# Guðrún Arnardóttir (Fußballspielerin)
Guðrún Arnardóttir (* 29. Juli 1995 in Hafnarfjörður) ist eine isländische Fußballnationalspielerin, die seit 2019 in der Damallsvenskan spielt, zunächst für Djurgården Damfotboll und seit August 2021 für den FC Rosengård.

## Karriere

### Verein
Guðrún spielte am 27. Mai 2011 erstmals in einem Zweitligaspiel für UMF Selfoss, wobei sie gleich über 90 Minuten mitspielte. Sie kam in der Saison auf insgesamt zwölf Einsätze in der regulären Spielzeit und drei in der Aufstiegsrunde. Nach dem geglückten Aufstieg wechselte sie aber zum Rekordmeister Breiðablik Kópavogur, wo sie sofort Stammspielerin wurde. 2013 gewann sie mit dem Verein ihren ersten Titel, den isländischen Pokal der Frauen. 2015 folgte der erste Meistertitel. Von 2016 bis 2016 studierte sie an der Santa Clara University und spielte für die Santa Clara Broncos, so dass sie nur einen Teil der Saisonspiele für Breiðablik bestreiten konnte und auch nicht in der UEFA Women’s Champions League 2016/17 eingesetzt werden konnte.
Zur Saison 2019 wechselte sie dann nach Schweden in die Damallsvenskan um für Djurgården Damfotboll zu spielen. Nach 47 Spielen für Djurgården wechselte sie in der laufenden Saison 2021 zum Ligakonkurrenten FC Rosengård. Mit Rosengård nahm sie an der Qualifikation zur UEFA Women’s Champions League 2021/22 teil, wo sie aber nach einer 0:3-Heimniederlage und einem 3:3 im Rückspiel gegen die Frauen der TSG 1899 Hoffenheim ausschieden und die erstmals ausgetragene Gruppenphase verpassten. Ein Jahr später erreichten sie die Gruppenphase, verloren dort aber alle Spiele und schieden als Gruppenletzte aus. Sie kam dabei in den zwei Qualifikations- und sechs Gruppenspielen zum Einsatz und verpasste keine Minute.

### Nationalmannschaft
Guðrún durchlief ab 2011 die isländischen Juniorinnenmannschaften. Mit der U-17 nahm sie im April 2011 an der zweiten Qualifikationsrunde zur UEFA U-17 EM teil und wurde beim 4:1-Sieg gegen Schweden eingesetzt. Da ihre Mannschaft auch gegen England und Polen gewann, waren sie für die Endrunde in der Schweiz qualifiziert. Hier verlor sie mit der Mannschaft im Halbfinale mit 0:4 gegen den späteren Europameister Spanien und dann auch das Spiel um Platz 3 gegen Rekordeuropameister Deutschland mit 2:8. Im Oktober unternahmen sie einen neuen Anlauf und konnten sich bei einem Turnier in Österreich mit Siegen gegen die Gastgeberinnen und Kasachstan sowie einem Remis gegen Schottland für die zweite Runde qualifizieren. Bei dieser konnten sie im April 2012 in Belgien zwar die Gastgeberinnen und England besiegen, durch eine Niederlage gegen die Schweiz verpassten sie aber die Endrunde. Sechs Monate später nahm sie mit der U-19-Mannschaft an der ersten Qualifikationsrunde und im April 2013 an der anschließenden Eliterunde der U-19-EM 2013 teil, bei der die isländische U-19-Mannschaft ausschied. Ebenso verlief die Qualifikation für die U-19-EM 2014, womit ihre Zeit in den U-Mannschaften endete.
Beim Algarve-Cup 2015 debütierte sie im Spiel um Platz 9 gegen Weltmeister Japan in der isländischen Nationalmannschaft. Sie spielte über 90 Minuten und verlor mit der Mannschaft mit 0:2. Auf den nächsten Einsatz musste sie dann 11 Monate warten – am 14. Februar 2016 stand sie bei einem Freundschaftsspiel gegen Polen wieder für 90 Minuten auf dem Platz. Es folgten zwei Einsätze beim Algarve-Cup 2016, wo sie auch jeweils die volle Spielzeit zum Einsatz kam. Dann musste sie aber zweieinhalb Jahre auf den nächsten Einsatz warten, der dann am 1. September 2018 gegen Deutschland nur sechs Minuten dauerte. Auch die nächsten Einsätze beim Algarve-Cup 2019 waren dann jeweils nur von kurzer Dauer. Ihren zunächst letzten, wieder 90-minütigen Einsatz hatte sie in einem von zwei Freundschaftsspielen gegen Südkorea im April 2019. Im April 2021 wurde sie dann bei einem Freundschaftsspiel gegen Italien wieder für 90 Minuten eingesetzt und bei zwei Freundschaftsspielen gegen Irland im Juni wurde sie jeweils eingewechselt. In den ersten sechs Spiele der Qualifikation für die WM 2023 wurde sie viermal eingesetzt und erzielte beim 4:0-Sieg gegen Zypern ihr erstes Tor für die A-Nationalmannschaft.
Am 11. Juni 2022 wurde sie für die EM-Endrunde nominiert. Bei der EM wurde sie in den ersten beiden Gruppenspielen gegen Italien  und Belgien eingesetzt, die wie das letzte Gruppenspiel 1:1 endeten. Mit diesen drei Remis reichte es nur zum dritten Platz.
Sie wurde auch für die letzten beiden Gruppen-Spiele in der Qualifikation für die WM 2023 nominiert, aber nicht eingesetzt. Nach einem 6:0-Sieg gegen Belarus kam es am letzten Spieltag in Utrecht zum Finale um den Gruppensieg gegen die Niederlande, wobei den Isländerinnen ein Remis gereicht hätte. Bis zur 3. Minute der Nachspielzeit hielten sie ihr Tor sauber, dann mussten sie das einzige Tor des Spiels hinnehmen, wodurch sich die Niederländerinnen qualifizierten und die Isländerinnen in die Play-offs gegen Portugal mussten. Durch eine 1:4-Niederlage nach Verlängerung, bei der sie nach dem 1:3 eingewechselt wurde, verpassten sie endgültig die WM-Endrunde.
Da erstmals das Abschneiden bei der WM für die europäischen Teams nicht entscheidend für die Qualifikation zu den Olympischen Spielen 2024 war, hatten die Isländerinnen noch die Chance sich über die UEFA Women’s Nations League 2023/24 für die Spiele in Paris zu qualifizieren. Die Isländerinnen konnten aber nur die beiden Spiele gegen Wales und das letzte Spiel gegen Dänemark gewinnen, verloren aber beide Spiele gegen Deutschland und das Heimspiel gegen Dänemark. Damit verpassten sie als Gruppendritte nicht nur das Final Four Turnier, bei dem um zwei Olympiatickets gespielt wurde, sondern mussten auch in die Relegation. Hier setzten sie sich aber mit 1:1 und 2:1 gegen Serbien durch, so dass sie in Liga A bleiben. Guðrún  kam in allen Spielen zum Einsatz.
In der für die Isländerinnen erfolgreich verlaufenen Qualifikation für die EM 2025 wurde sie in allen sechs Spielen eingesetzt.
Am 13. Juni 2025 wurde sie für die EM-Endrunde 2025 nominiert. Sie kam bei den drei Niederlagen ihrer Mannschaft zum Einsatz, nach denen die Isländerinnen ausschieden.

## Erfolge
- Isländische Meisterin 2015 und 2018
- Isländische Pokalsiegerin 2013, 2016 und 2018
- Isländische Super-Pokalsiegerin 2014, 2016 und 2017
- Schwedische Meisterin 2021, 2022 und 2024
- Schwedische Pokalsiegerin 2022